# Korsblomst (arkitektur)
 For alternative betydninger, se Korsblomst. (Se også artikler, som begynder med Korsblomst)
En korsblomst er en lille udsmykning og afslutning på kirker eller husgavl. Korsblomsten kommer fra gotik.